# 조지프 머젤로
조지프 머젤로(영어: Joseph Mazzello, 1983년 9월 21일 ~ )는 미국의 배우이다.

## 출연 작품

### 영화
- 하늘에서 온 엽서 (1992)
- 쥬라기 공원 (1993)
  - 쥬라기 공원 2: 잃어버린 세계 (1997)
- 리버 와일드 (1994)
- 굿바이 마이 프랜드 (1995)
- 소셜 네트워크 (2010)
- 보헤미안 랩소디 (2018) - 존 디콘 역

### 텔레비전
- 퍼시픽 (2010)